# Allophyes cretica
Allophyes cretica là một loài bướm đêm trong họ Noctuidae.